# باول تشادويك
باول تشادويك (بالإنجليزية: Paul Chadwick)‏‏ (1957 في سياتل - ) فنان قصص مصورة، وروائي من الولايات المتحدة.

## الجوائز
- جائزة إيسنر
- جائزة إنكبوت

## روابط خارجية
- باول تشادويك على موقع IMDb (الإنجليزية)